# Нижнее (Курганская область)
Нижнее — село в Куртамышском районе Курганской области России. В рамках организации местного самоуправления входит в муниципальное образование Куртамышский муниципальный округ (с 2005 до 2021 гг. — муниципальный район).

## География
Деревня находится в южной части области, в пределах юго-западной части Западно-Сибирской равнины, в лесостепной зоне.

### Климат
Климат характеризуется как континентальный, с холодной продолжительной малоснежной зимой и тёплым сухим летом. Среднегодовая температура — −1 °C. Средняя температура воздуха самого холодного месяца (января) составляет −17,7 °C (абсолютный минимум — −49 °С); самого тёплого месяца (июля) — 19 °C (абсолютный максимум — 41 °С). Безморозный период длится 113 дней. Годовое количество атмосферных осадков — 344 мм, из которых 190—230 мм выпадает в вегетационный период. Продолжительность периода с устойчивым снежным покровом равна 161 дню.

## История
До 1917 года центр Нижнëвской волости Челябинского уезда Оренбургской губернии. По данным на 1926 год состояло из 440 хозяйств. В административном отношении являлось центром Нижневского сельсовета Куртамышского района Курганского округа Уральской области.
До 24 мая 2021 года, согласно Закону Курганской области от 12 мая 2021 года № 48, был административным центром Нижнёвского сельсовета, упразднённый в связи с преобразованием муниципального района в муниципальный округ.

## Население
| 1989 | 2002  | 2010  |
| ---- | ----- | ----- |
| 1262 | ↘1183 | ↘1018 |

### Национальный и гендерный состав
Согласно результатам переписи 2002 года, в национальной структуре населения русские составляли 95 % из 1183 чел., из них 556 мужчин, 627 женщин.
По данным переписи 1926 года в селе проживало 1827 человека (757 мужчин и 1070 женщин), в том числе: русские составляли 100 % населения.

## Инфраструктура
МКОУ «Нижневская СОШ».

## Транспорт
Село доступно автотранспортом.